# Divize C 1996/1997
V soubojích 32. ročníku České divize C 1996/97 se utkalo 16 týmů dvoukolovým systémem podzim - jaro. Tento ročník začal v srpnu 1996 a skončil v červnu 1997.

## Nové týmy v sezoně 1996/97
Z ČFL 1995/96 sestoupilo do Divize C mužstvo FK Lokomotiva Kladno. Z krajských přeborů postoupila vítězná mužstva ročníku 1995/96: Pouze FK Slovan Pardubice z Východočeského přeboru. Z Divize B sem bylo přeřazeno mužstvo FK Slavoj Vyšehrad, z Divize A pak mužstva FSC Libuš a FC Agrox Vlašim. Do Divize B se pak vrátil klub SK Aritma Praha. FC Kaučuk Brandýs nad Labem prodal licenci mužstvu FC Kaučuk Kralupy nad Labem a to bylo zařazeno do Divize B.

## Kluby podle přeborů
- Východočeský (6): AFK Chrudim, FK Slovan Pardubice, SK Hradec Králové „B“, FK Agria Choceň, FC Olympia Hradec Králové, SK Holice.
- Severočeský (2): FC Slovan Liberec „B“, PFC Český Dub.
- Středočeský (6): FK Mogul Kolín, AFK Kolín, FK Mladá Boleslav, AFK Sokol Semice, FK Lokomotiva Kladno, FC Agrox Vlašim.
- Pražský (2): FK Slavoj Vyšehrad, FSC Libuš.

## Výsledná tabulka
Zdroj: 
| Poř. | Tým                       | Z  | V  | R  | P  | VG | OG | B  |
| ---- | ------------------------- | -- | -- | -- | -- | -- | -- | -- |
| 1.   | FK Mladá Boleslav         | 30 | 23 | 6  | 1  | 67 | 16 | 75 |
| 2.   | AFK Sokol Semice          | 30 | 21 | 4  | 5  | 62 | 25 | 67 |
| 3.   | PFC Český Dub             | 30 | 20 | 5  | 5  | 55 | 20 | 65 |
| 4.   | AFK Chrudim               | 30 | 16 | 3  | 11 | 54 | 30 | 51 |
| 5.   | FK Agria Choceň           | 30 | 15 | 4  | 11 | 47 | 38 | 49 |
| 6.   | FK Mogul Kolín            | 30 | 14 | 6  | 10 | 42 | 32 | 48 |
| 7.   | FC Slovan Liberec „B“     | 30 | 14 | 2  | 14 | 59 | 46 | 44 |
| 8.   | SK Hradec Králové „B“     | 30 | 11 | 8  | 11 | 45 | 37 | 41 |
| 9.   | SK Holice                 | 30 | 9  | 10 | 11 | 43 | 44 | 37 |
| 10.  | FK Slovan Pardubice       | 30 | 11 | 4  | 15 | 32 | 36 | 37 |
| 11.  | FC Olympia Hradec Králové | 30 | 10 | 6  | 14 | 43 | 51 | 36 |
| 12.  | FK Slavoj Vyšehrad        | 30 | 10 | 5  | 15 | 56 | 57 | 35 |
| 13.  | FSC Libuš                 | 30 | 11 | 2  | 17 | 37 | 63 | 35 |
| 14.  | FK Lokomotiva Kladno      | 30 | 5  | 5  | 20 | 28 | 70 | 20 |
| 15.  | FC Agrox Vlašim           | 30 | 6  | 2  | 22 | 34 | 85 | 20 |
| 16.  | AFK Kolín                 | 30 | 6  | 4  | 20 | 28 | 84 | 19 |

Mužstvu AFK Kolín byly odečteny 3 body
Poznámky:
- Z = Odehrané zápasy; V = Vítězství; R = Remízy; P = Prohry; VG = Vstřelené góly; OG = Obdržené góly; B = Body
- O pořadí klubů se stejným počtem bodů rozhodly vzájemné zápasy.

|  | Postup do ČFL 1997/98                           |
|  | Sestup do příslušného krajského přeboru 1997/98 |